# School of Oriental and African Studies (SOAS)
A School of Oriental and African Studies (em português, 'Escola de Estudos Orientais e Africanos'), geralmente referida pelo acrônimo SOAS, é uma universidade pública  de pesquisa sediada em Londres, Inglaterra. Fundada em 1916, está localizada no distrito de Bloomsbury, no centro da Grande Londres. É uma instituição-membro da Universidade de Londres, especializada em artes, humanidades, idiomas, culturas, direito e ciências sociais, em relação a Ásia, África e Oriente Médio.
A SOAS se divide em três faculdades:  
- College of Development, Economics and Finance
- College of Humanities
- College of Law, Anthropology and Politics, que inclui a SOAS School of Law.

Oferece cerca de 350 cursos de bacharelado e mais de 100 cursos de mestrado e programas de doutorado nos seus vários departamentos.
A SOAS é membro da  Association of Commonwealth Universities.

## Russell Square Campus

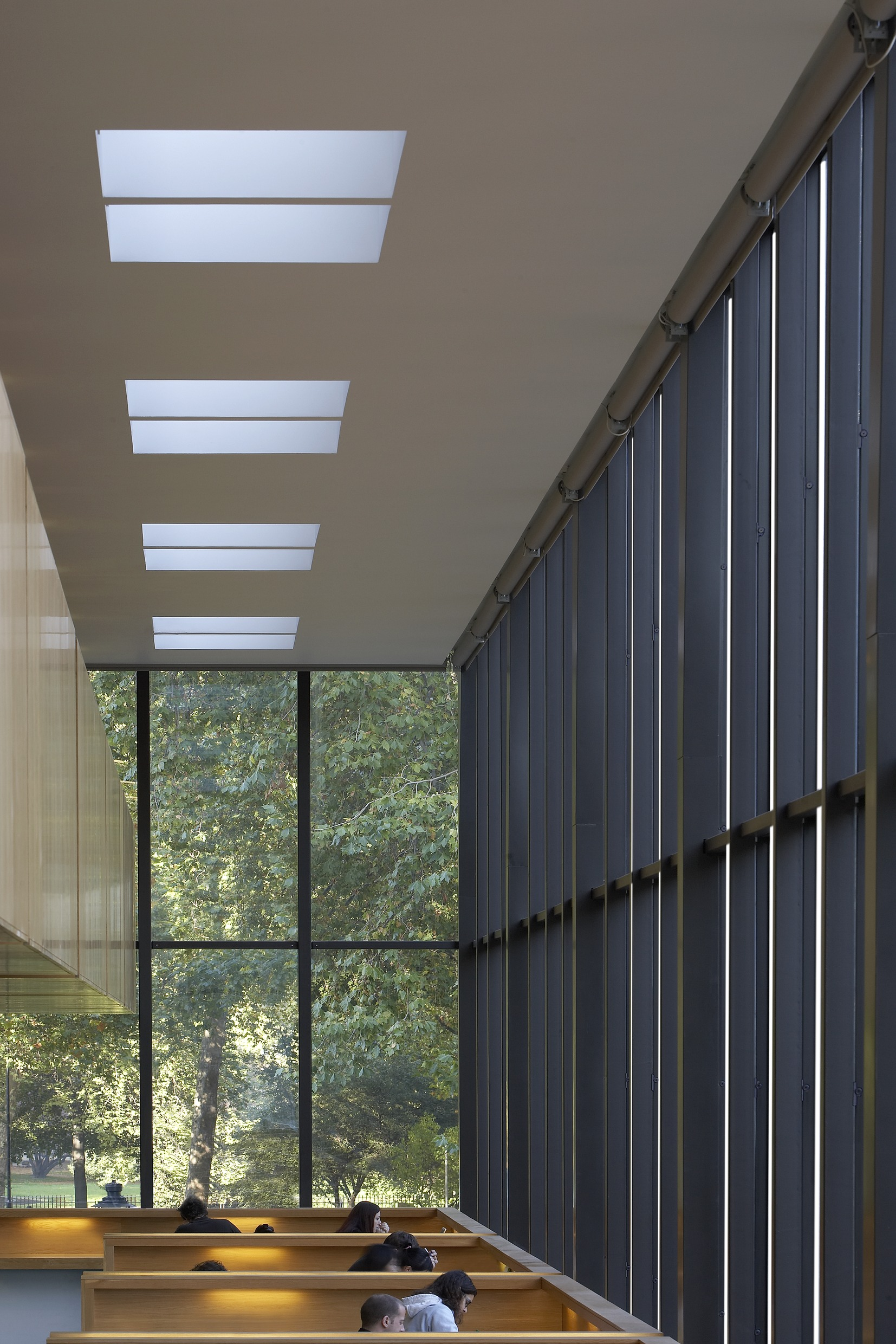
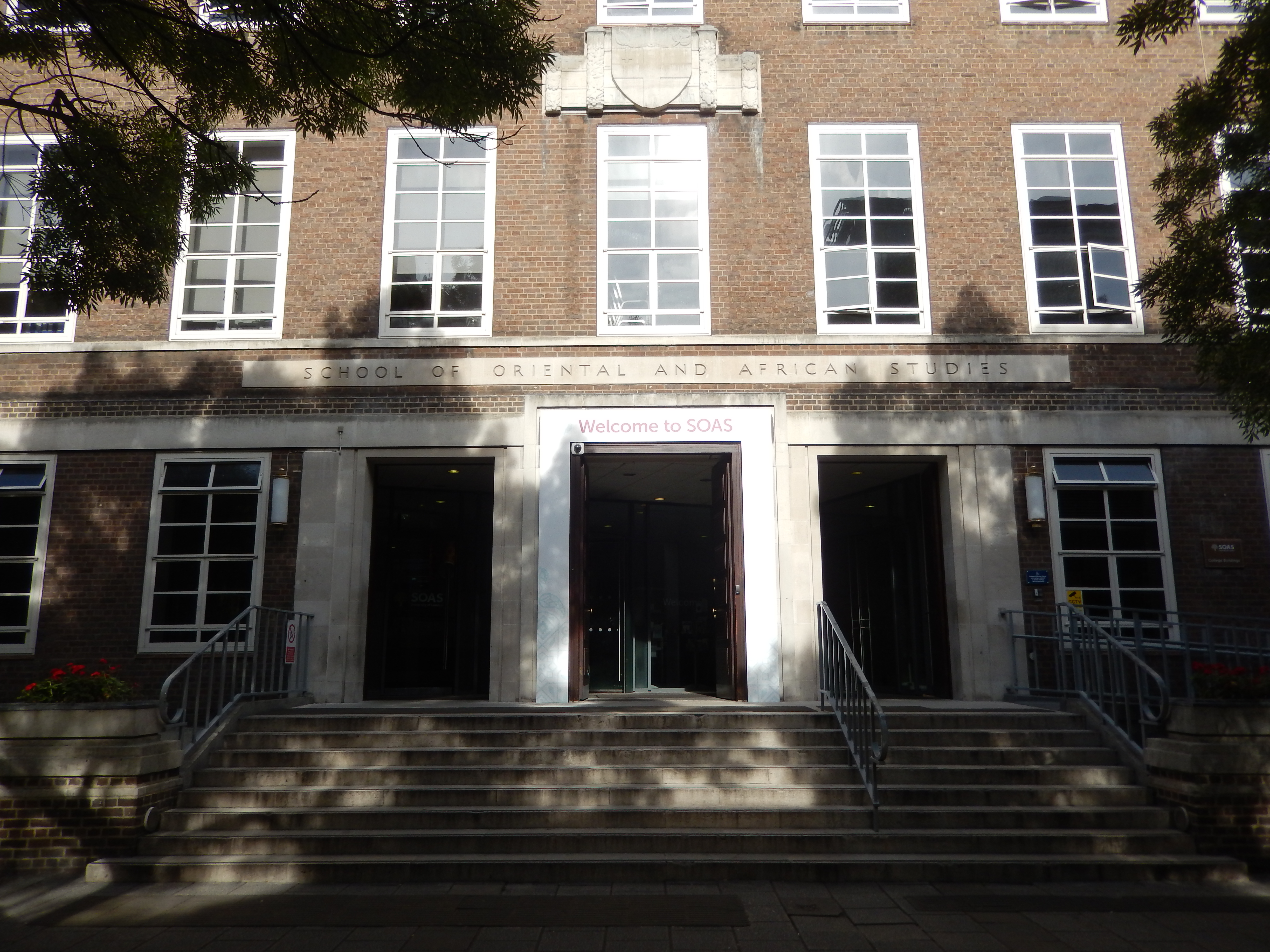
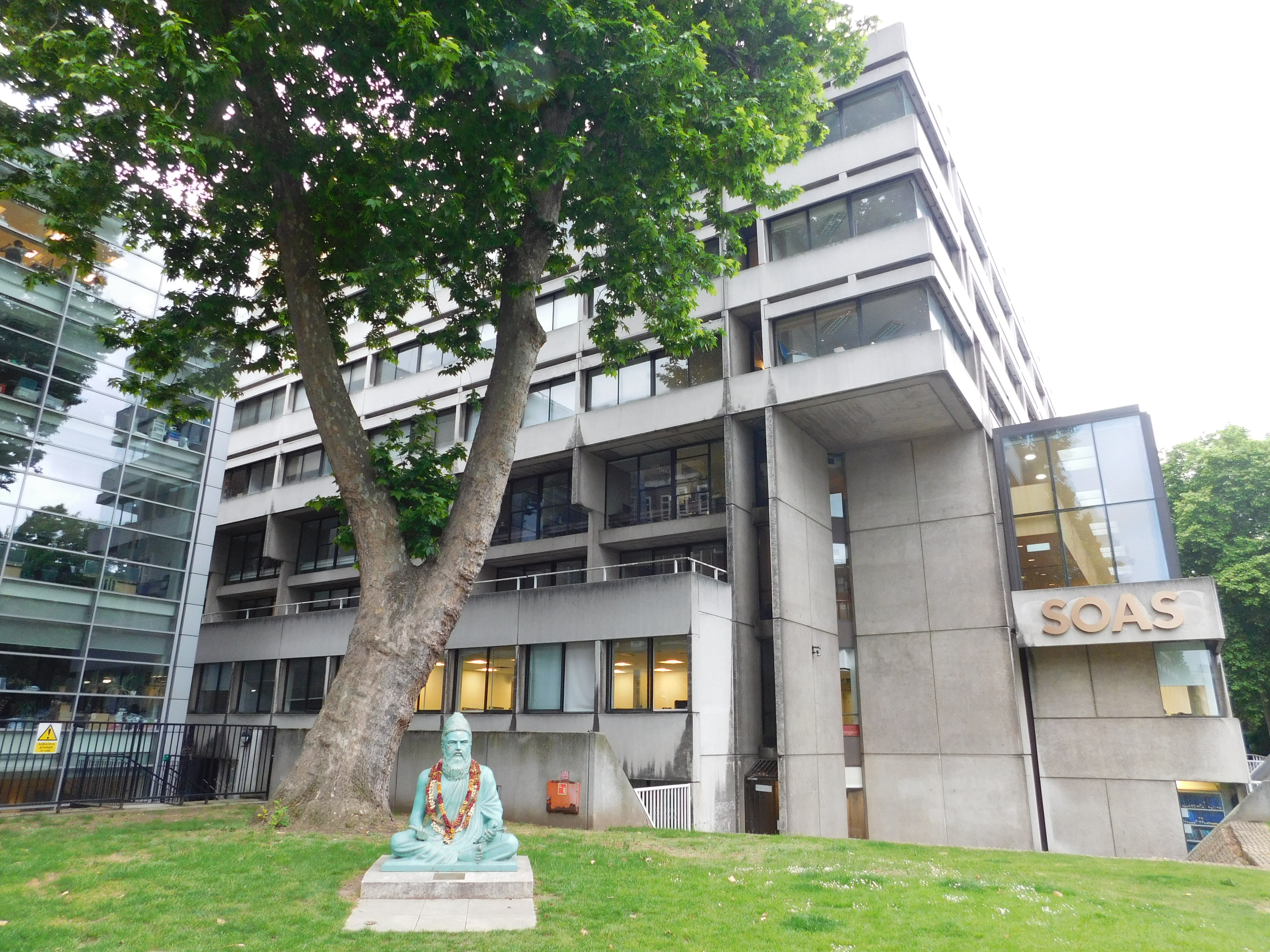
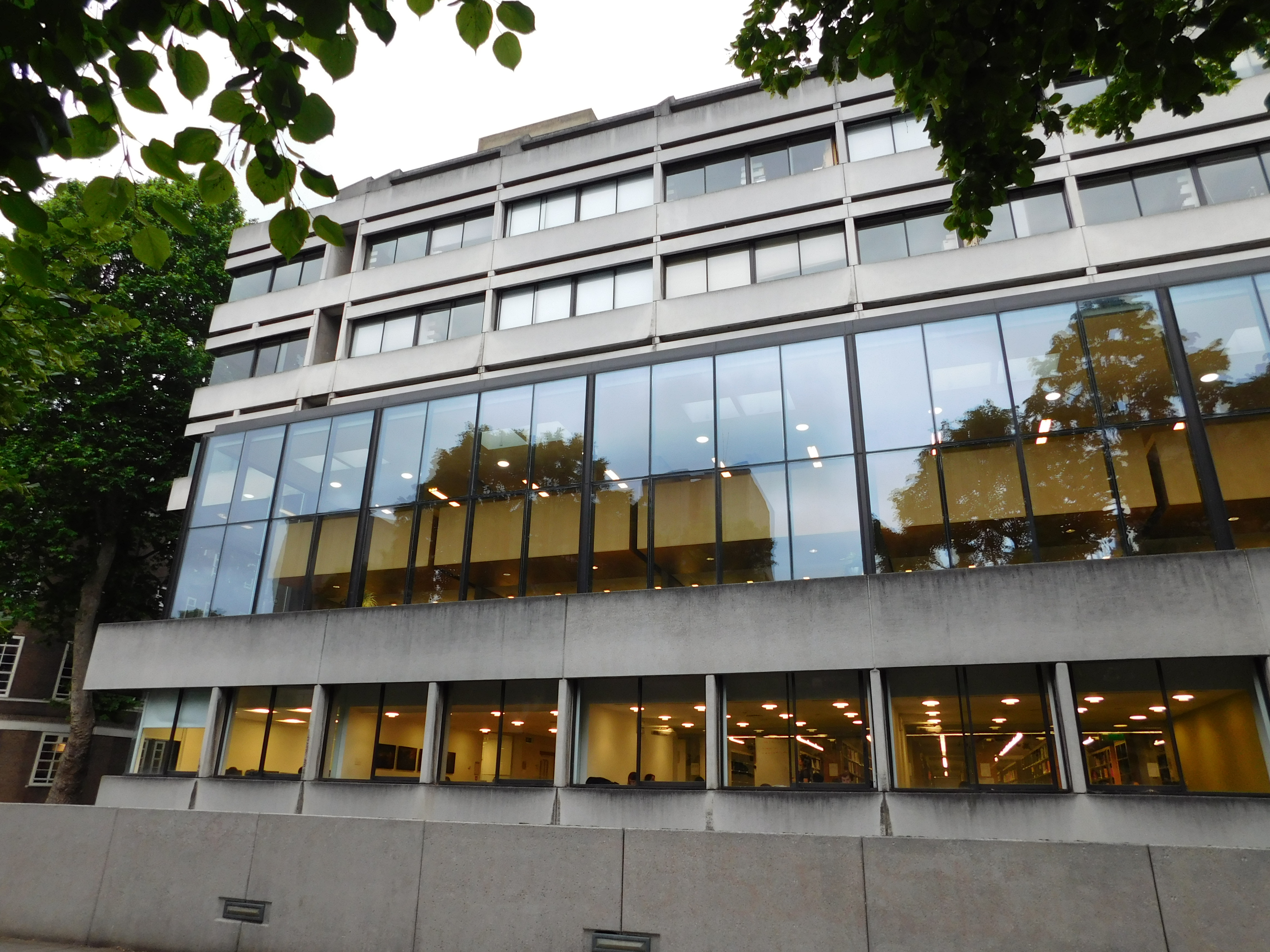
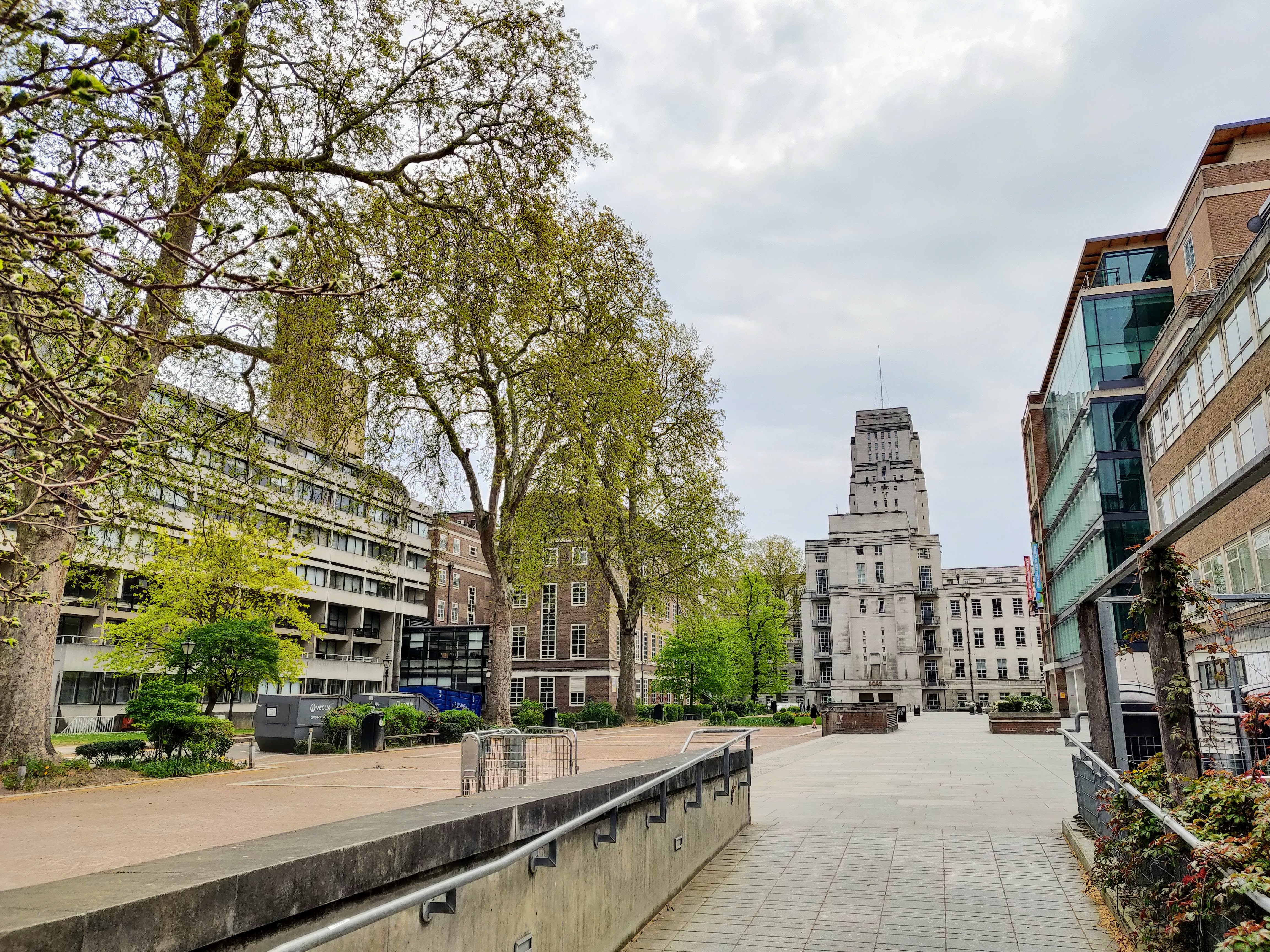
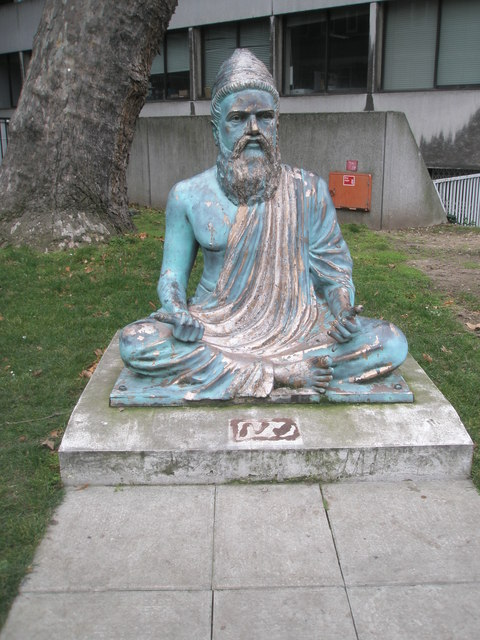
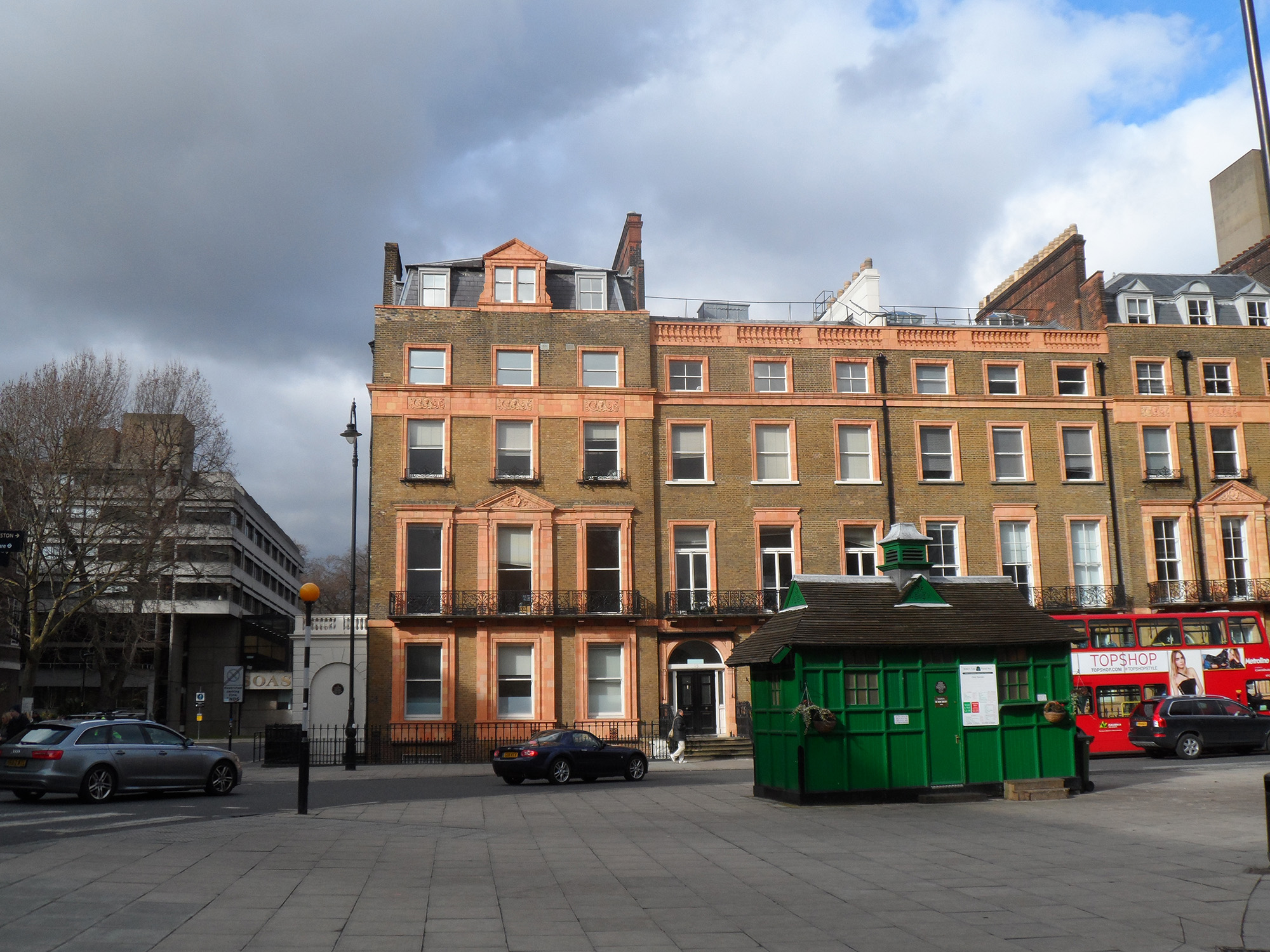
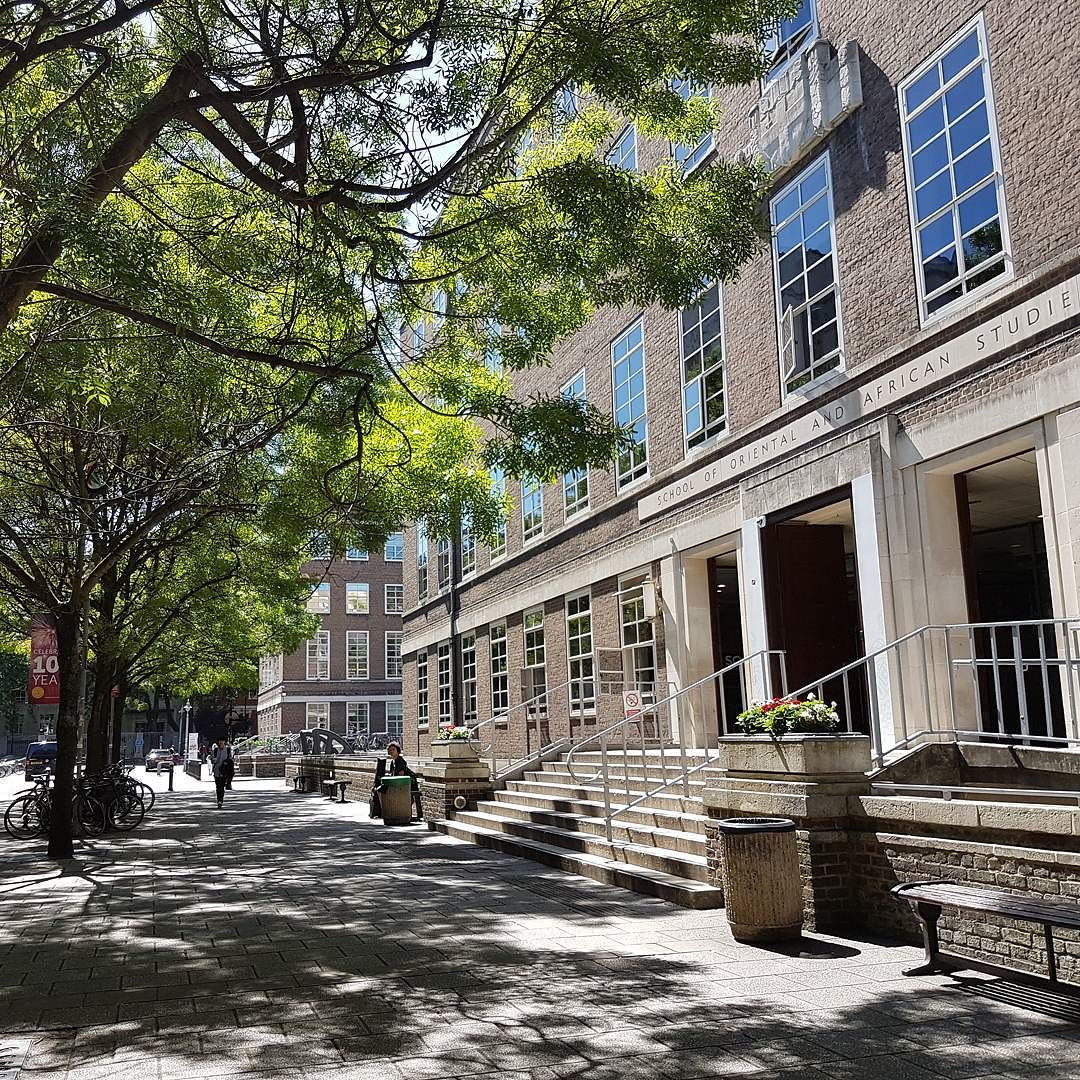
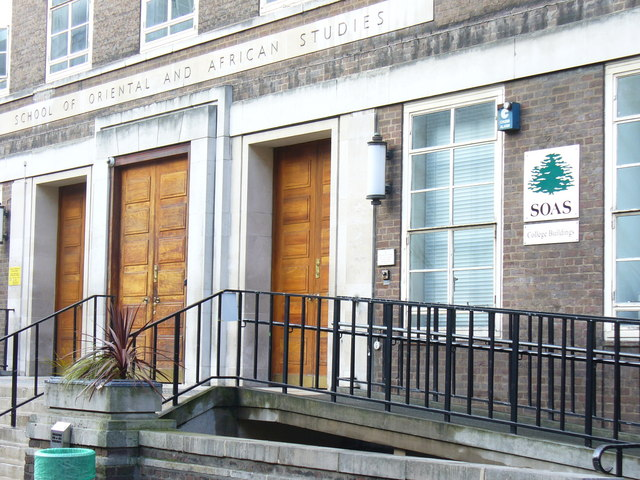
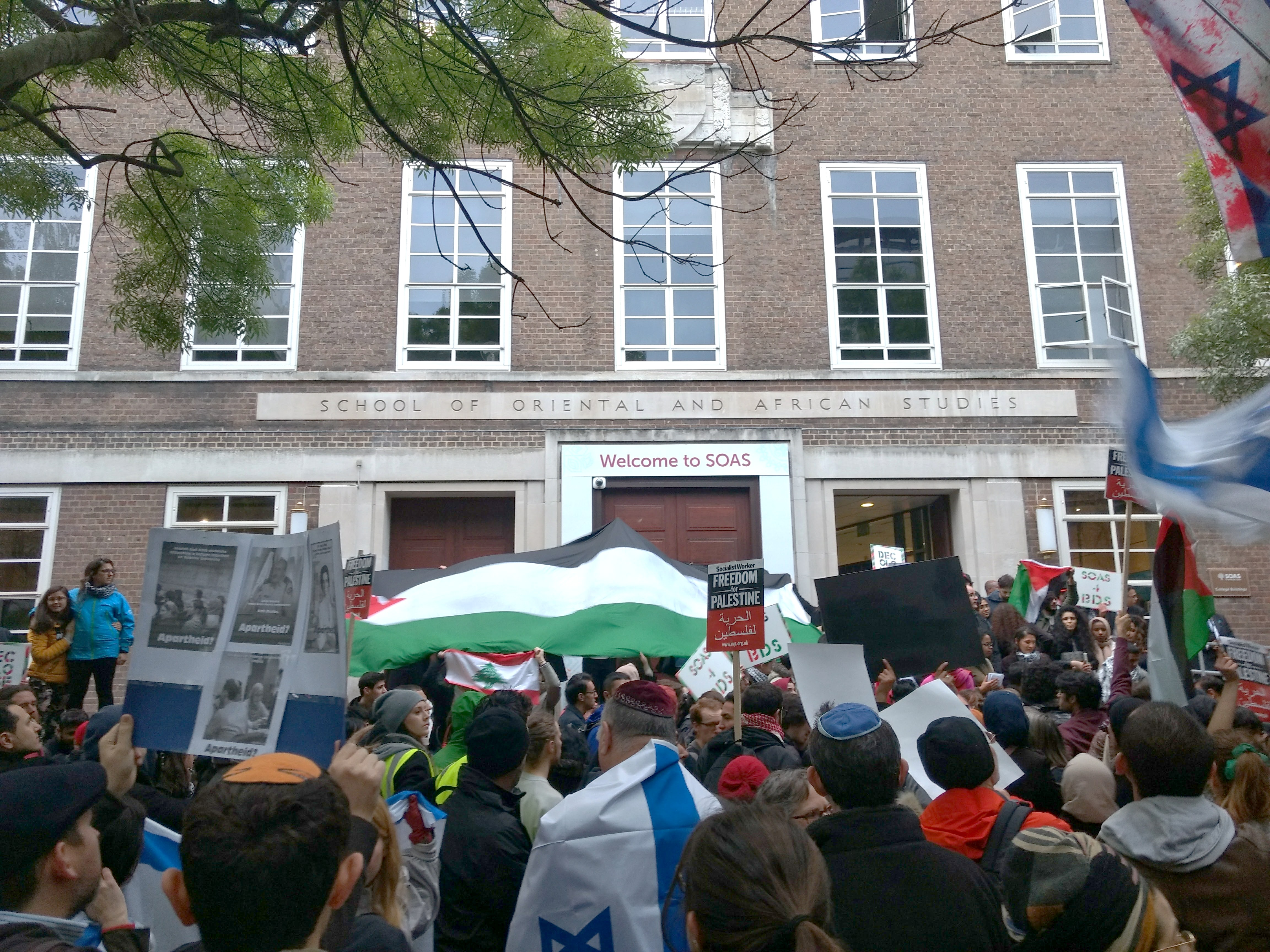
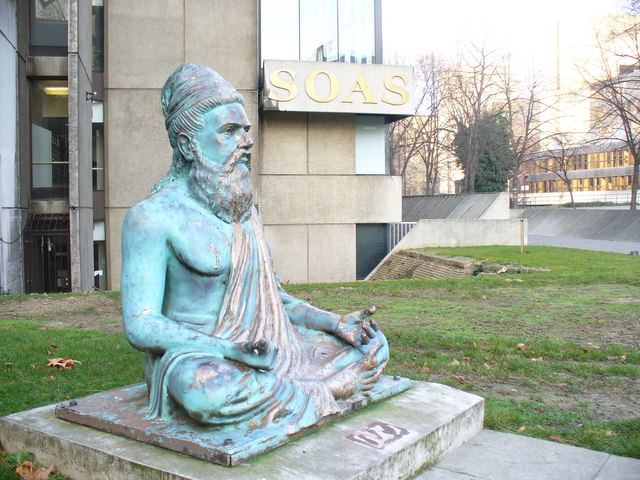
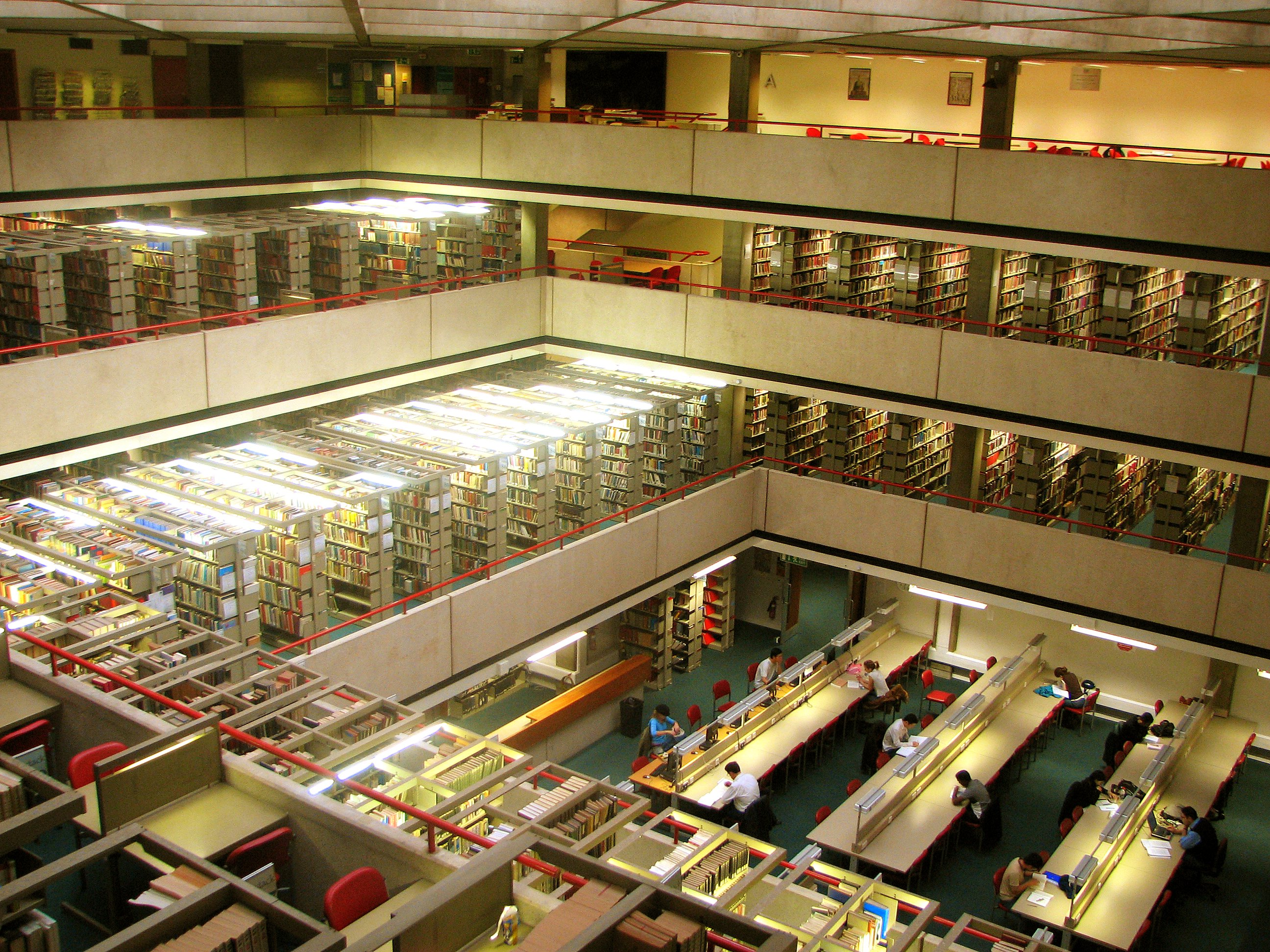

## Vernon Square Campus

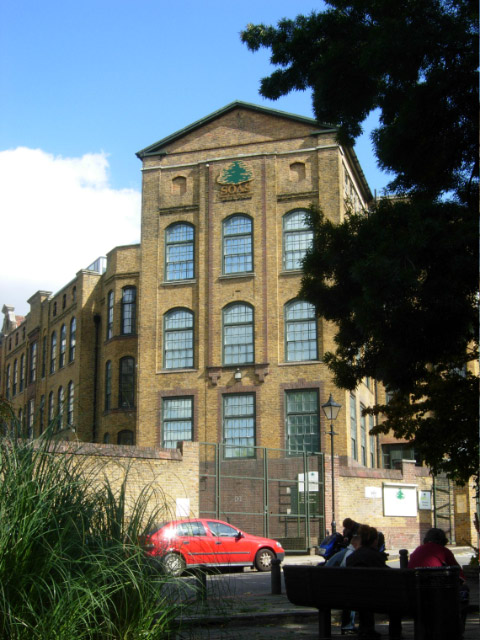
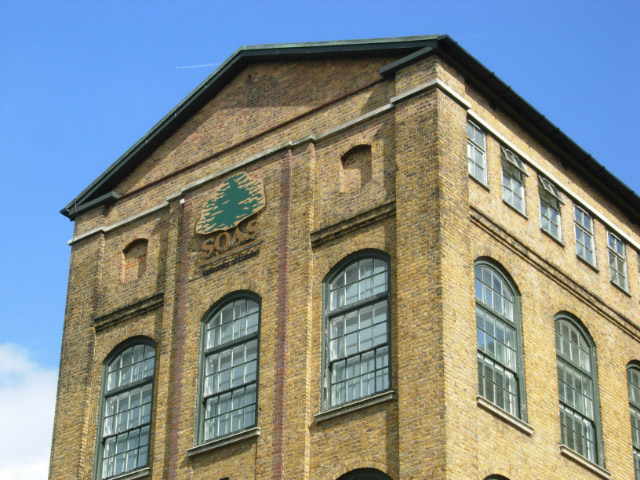
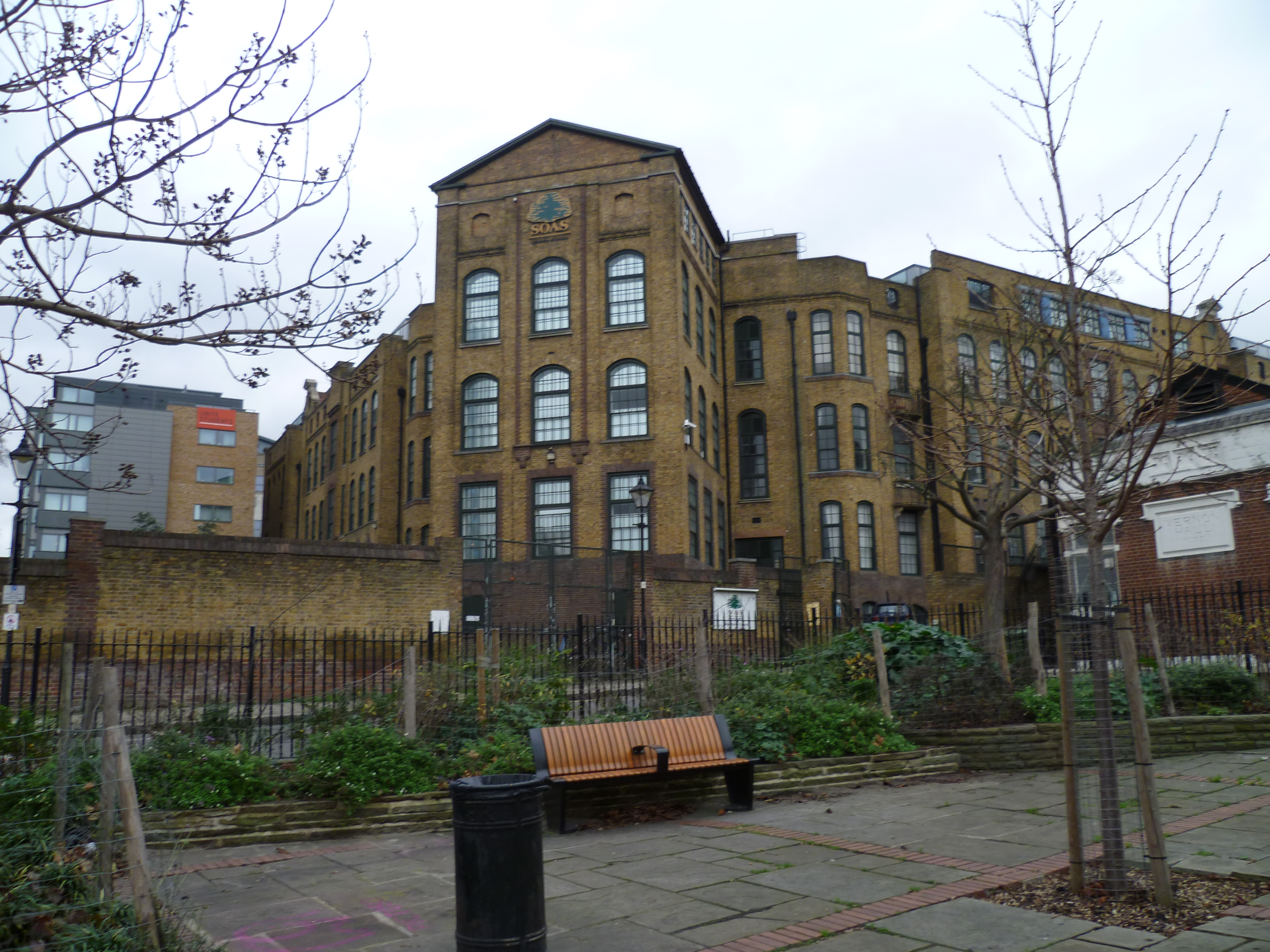
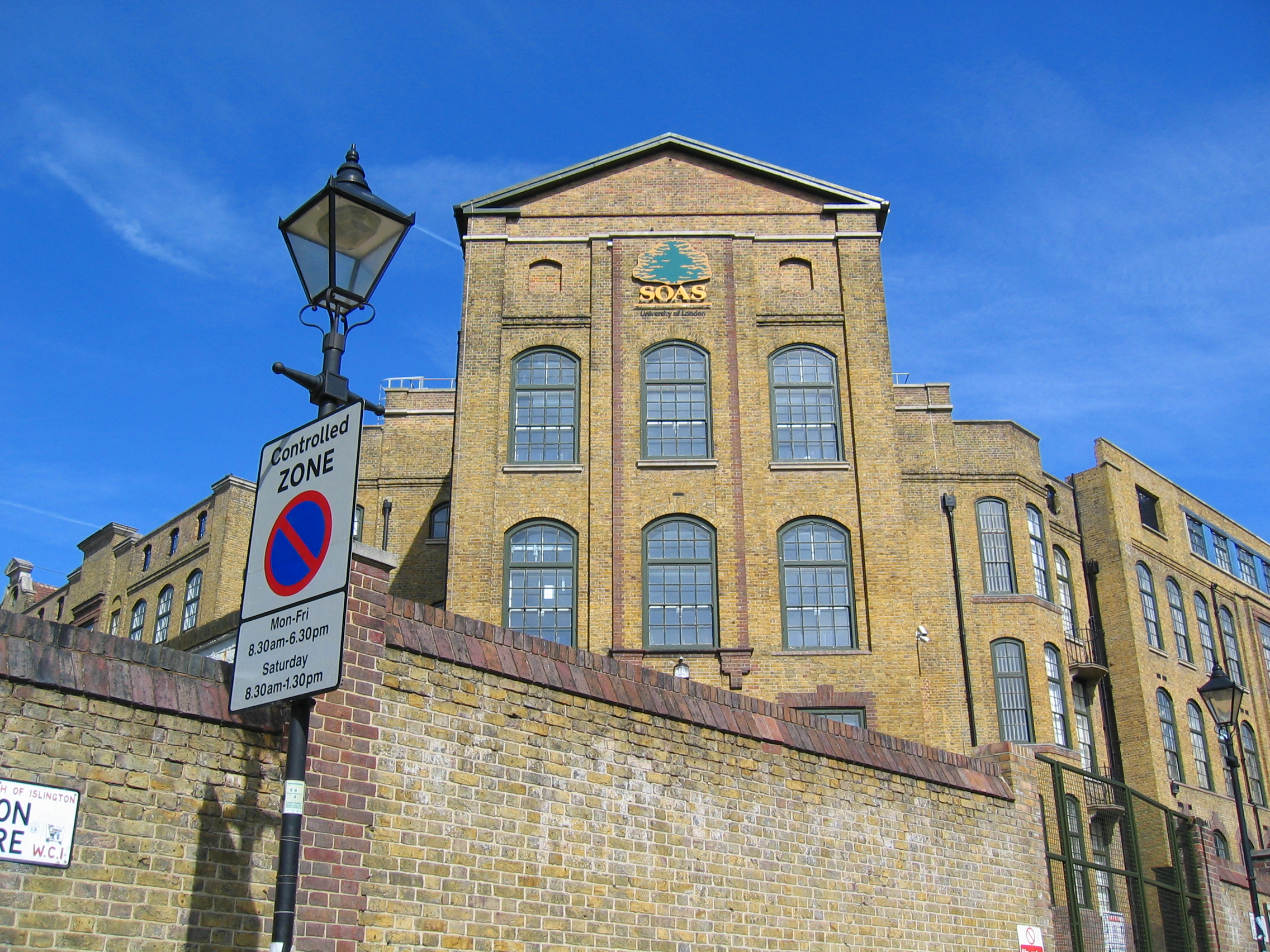

## Ex-alunos notáveis

### Realeza
- Mette-Marit, Princesa Herdeira da Noruega.[8][9]
- Maria Laura da Bélgica, filha mais velha da princesa Astrid da Bélgica e de seu marido, o arquiduque Lorenzo da Áustria-Este.[10]
- Anthony Walter Dayrell Brooke.[11]

### Governo e política
- John Atta Mills, Presidente do Gana.[12]
- Luisa Diogo, Primeira Ministra de Moçambique.[13]
- Bülent Ecevit, ex-primeiro ministro da Turquia.[14]
- Lord Wilson de Tillyorn, 27º governador de Hong Kong.
- Aung San Suu Kyi, laureada com o Prêmio Nobel da Paz.[15]
- David Lammy, político britânico, membro do Partido Trabalhista no Parlamento e Ministro.[16]
- Ahmed Gaâloul, político e ministro tunisino.
- Herbert Chitepo primeiro advogado negro da Rodésia.[17]
- Enoch Powell, político britânico.[18]
- Varun Gandhi, político, líder do Partido Bharatiya Janata.[19]
- Walter Rodney, historiador e ativista político da Guiana.